# Герб Железногорска (Красноярский край)
Герб ЗАТО Железногорск — официальный символ ЗАТО Железногорск Красноярского края Российской Федерации. Первый герб города утверждён в 2002 году, современный — 30 октября 2012 года. Герб зарегистрирован в Государственном геральдическом регистре РФ под № 8025.

## Описание
Геральдическое описание:
В червлёном поле серебряный знак атома о трёх переплетённых орбитах, и внутри орбит — продетый сквозь них золотой, с серебряными клыками и когтями, восстающий прямо и обернувшийся вправо медведь, передними лапами разрывающий серебряное ядро знака атома, а задними лапами упирающийся в две из трёх орбит.
Авторская группа: идея герба: Валерий Григорьев (Железногорск), Виктор Журавков (Железногорск); геральдическая доработка Владимир Дюков (Красноярск), Константин Мочёнов (Химки); художники Валерий Григорьев (Железногорск), Ольга Салова (Москва); компьютерный дизайн Ольга Салова (Москва); обоснование символики Кирилл Переходенко(Конаково).
 

## Обоснование
Город Железногорск — закрытое административно-территориальное образование был основан в 1950 году как поселок Красноярск-26 при оборонном предприятии — комбинат № 815 (с 1961 года — Горно-химический комбинат, в настоящее время — Федеральное государственное унитарное предприятие «Горно-химический комбинат»). ФГУП «ГХК» — единственное в мире производство огромного масштаба и высокой технологической сложности, размещённое в подземных выработках. Комбинат являлся ключевым производством в обеспечении атомной промышленности оружейным плутонием. Другими градообразующими предприятиями стали Открытое акционерное общество «Информационные спутниковые системы» имени академика М.Ф. Решетнева», ФГУП «Управление специального строительства по территории №9 при Спецстрое России» и Химический завод — филиал Открытого акционерного общества «Красноярский машиностроительный завод».
В современном городе продолжают развиваться ядерные технологии, здесь выпускается 70% российских спутников гражданского назначения, создана мощная производственная база для промышленного и гражданского строительства. Железногорск по праву считается городом передовых достижений науки и техники.
Медведь, разрывающий ядро, в структурной решётке атома, символизирует соединение сил природы и человеческой мысли, и является аллегорией самого Железногорска, построенного в тайге по принципу ограниченного изменения природного ландшафта.
Золото — символ богатства, стабильности, интеллекта, уважения, энергии.
Серебро — символ чистоты и совершенства, мира и взаимопонимания.
Красный цвет — символ мужества, силы, трудолюбия, красоты, праздника.

## История

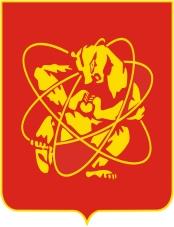
Герб Железногорска в 2002-2012 годах

Идея герба принадлежит главному художнику Красноярска-26 В.А. Григорьеву, который сделал эскиз сувенира для посетивших Горно-химический комбинат. В. Григорьев в начале 70-х подготовил эскизы для сувенира: на одном варианте был изображён медведь, разжимающий структурную решётку атома, а на другом — глухарь в структурной решётке. Это символизировало соединение сил природы и силы человеческой мысли. Выбор варианта с медведем, разрывающим когтями ядро атома, сделал Л.И. Саруль, замдиректора комбината, изображение эмблемы в технике чеканки выполнил художник В.М. Журавков. В 1980-1981 годах на конференции по строительству и архитектуре эмблема «медведь и атом» впервые были представлены в геральдическом щите, чеканку опять выполнил В, Журавков. В конце 80-х символ «медведь и атом» был изображён на знаке при въезде в город. 28 декабря 1998 года архитектурная группа градостроительного совета Красноярска-26 рассмотрела вопрос о геральдических символах и приняла решение разработать герб, основываясь на эмблеме «медведя и атома».
20 февраля 2002 года Решением Городского Совета № 14-137Р городской герб был утверждён официально. Описание гласило: «Щит герба имеет прямоугольную форму с заострением на нижней стороне (геральдическое определение — французский щит). В червлёном поле щита в центре расположена фигура медведя, разрывающего атомное ядро. Фигура медведя охвачена тремя электронными орбитами. Окаймление щита, изображение медведя, атомного ядра и орбит — золотого цвета. Герб свидетельствует об особой роли города в развитии атомной энергетики и промышленности России».
После геральдической доработки герба был утверждён современный вариант, с несколько изменённым описанием и изображением. Герб утверждён Решением Совета депутатов ЗАТО Железногорск от 30 октября 2012 года № 30-169Р.